# Operação Weserübung

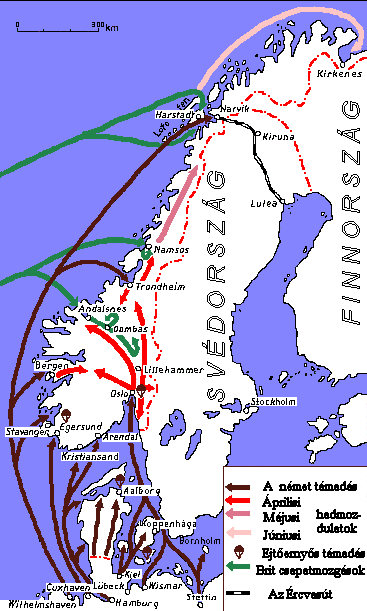
Localização da Operação Weserübung.

A Operação Weserübung foi o assalto alemão sobre as nações-neutras da Dinamarca (Weserübung-Süd) e Noruega (Weserübung-Nord) em 1940, durante a Segunda Guerra Mundial. 
Esse ataque marcou o início da Campanha da Noruega, que seria ganha pelos alemães. O nome da operação significa "Exercício no Weser", sendo este um rio alemão. Foi planejada pelo general alemão Nikolaus von Falkenhorst, a pedido de Hitler.
Às 4h15 da madrugada na hora local, A "hora Weser", de 9 de abril de 1940, o "dia Weser", a Alemanha invadiu a Dinamarca e a Noruega, supostamente para protegê-las de um possível ataque da França e Inglaterra.
A Dinamarca resistiu algumas horas à ofensiva alemã, tendo morrido 26 soldados dinamarqueses e 20 alemães.
A resistência norueguesa durou mais tempo, tendo inicialmente os noruegueses afundado o cruzador pesado Blücher e ganhado tempo para a família real fugir para Inglaterra, enquanto Narvik resistiu com ajuda de britânicos, franceses e polacos.
A Dinamarca somente foi liberada da dominação nazista no dia 4 de maio de 1945.